# Squadra pakistana di Coppa Davis
La squadra pakistana di Coppa Davis rappresenta il Pakistan nella Coppa Davis, ed è posta sotto l'egida della Pakistan Tennis Federation.
La squadra debuttò nella competizione nel 1948, e non ha mai fatto parte del Gruppo Mondiale. Attualmente è inclusa nel Gruppo I della zona Asia/Oceania. Il miglior risultato nella sua storia sono i Play-offs per il Gruppo Mondiale nell'edizione del 2005.

## Organico 2021
Vengono di seguito illustrati i convocati per ogni singolo turno della Coppa Davis 2020–2021. A sinistra dei nomi la nazione affrontata e il risultato finale. Fra parentesi accanto ai nomi, il ranking del giocatore nel momento della disputa degli incontri (la "d" indica che il ranking corrisponde alla specialità del doppio).
| Gruppo I - Playoff | Gruppo I - Playoff                              |
| Slovenia (3-0)     | Aisam-ul-Haq Qureshi (d. 50) Aqeel Khan (f.r.*) |
| ------------------ | ----------------------------------------------- |

* f.r. = Fuori Ranking
| Gruppo I - Primo turno | Gruppo I - Primo turno                                                  |
| Giappone (0-4)         | Aisam-ul-Haq Qureshi (d. 49) Aqeel Khan (f.r.*) Muzammil Murtaza (1678) |
| ---------------------- | ----------------------------------------------------------------------- |

* f.r. = Fuori Ranking

## Risultati
= Incontro del Gruppo Mondiale

### 2010-2019
| Anno | Turno               | Data            | Sede               | Avversario    | Punteggio | Esito     |
| ---- | ------------------- | --------------- | ------------------ | ------------- | --------- | --------- |
| 2010 | Gruppo II, 1º turno | 5-7 marzo       | Hong Kong (HKG)    | Hong Kong     | 3–1       | Vittoria  |
| 2010 | Gruppo II, 2º turno | 9-11 luglio     | Taranaki (NZL)     | Nuova Zelanda | 2–3       | Sconfitta |
| 2011 | Gruppo II, 1º turno | 4-6 marzo       | Hong Kong (HKG)    | Hong Kong     | 3–2       | Vittoria  |
| 2011 | Gruppo II, 2º turno | 8-10 luglio     | Gimcheon (KOR)     | Corea del Sud | 0–4       | Sconfitta |
| 2012 | Gruppo II, 1º turno | 11-13 febbraio  | Jounieh (LBN)      | Libano        | 3–2       | Vittoria  |
| 2012 | Gruppo II, 2º turno | 6-8 aprile      | Manila (PHL)       | Filippine     | 0–5       | Sconfitta |
| 2013 | Gruppo II, 1º turno | 1-3 febbraio    | Colombo (SRI)      | Sri Lanka     | 3–2       | Vittoria  |
| 2013 | Gruppo II, 2º turno | 5-7 aprile      | Yangon (MYA)       | Nuova Zelanda | 1–4       | Sconfitta |
| 2014 | Gruppo II, 1º turno | 14-16 febbraio  | Da Lat (VIE)       | Vietnam       | 3–1       | Vittoria  |
| 2014 | Gruppo II, 2º turno | 4-6 aprile      | Manila (PHL)       | Filippine     | 3–2       | Vittoria  |
| 2014 | Gruppo II, Playoff  | 12-14 aprile    | Nonthaburi (THA)   | Thailandia    | 1–4       | Sconfitta |
| 2015 | Gruppo II, 1º turno | 6-8 marzo       | Colombo (SRI)      | Kuwait        | 3–2       | Vittoria  |
| 2015 | Gruppo II, 2º turno | 14-16 luglio    | Giacarta (IND)     | India         | 3–1       | Vittoria  |
| 2015 | Gruppo II, Playoff  | 18-20 settembre | Smirne (TUR)       | Taipei cinese | 3–2       | Vittoria  |
| 2016 | Gruppo I, 1º turno  | 4-6 marzo       | Colombo (SRI)      | Cina          | 0–5       | Sconfitta |
| 2016 | Gruppo I, Playoff   | 16-18 settembre | Christchurch (NZL) | Nuova Zelanda | 0–5       | Sconfitta |
| 2017 | Gruppo II, 1º turno | 3-5 febbraio    | Islamabad (PAK)    | Iran          | 3–2       | Vittoria  |
| 2017 | Gruppo II, 2º turno | 7-9 aprile      | Islamabad (PAK)    | Hong Kong     | Walkover  | Vittoria  |
| 2017 | Gruppo II, playoff  | 15-17 settembre | Islamabad (PAK)    | Thailandia    | 3–2       | Vittoria  |
| 2018 | Gruppo I, 1º turno  | 2-3 febbraio    | Islamabad (PAK)    | Corea del Sud | 4–0       | Vittoria  |
| 2018 | Gruppo I, 2º turno  | 6-7 aprile      | Islamabad (PAK)    | Uzbekistan    | 1–4       | Sconfitta |
| 2019 | Gruppo I, Playoff   | 29-30 novembre  | Astana (KAZ)       | India         | 0–4       | Sconfitta |

## Andamento
La seguente tabella riflette l'andamento della squadra dal 1990 ad oggi.
| Pos.           | 90 | 91 | 92 | 93 | 94 | 95 | 96 | 97 | 98 | 99 | 00 | 01 | 02 | 03 | 04 | 05 | 06 | 07 | 08 | 09 | 10 | 11 | 12 | 13 | 14 | 15 | 16 | 17 | 18 | 19 |
| -------------- | -- | -- | -- | -- | -- | -- | -- | -- | -- | -- | -- | -- | -- | -- | -- | -- | -- | -- | -- | -- | -- | -- | -- | -- | -- | -- | -- | -- | -- | -- |
| Campione       |    |    |    |    |    |    |    |    |    |    |    |    |    |    |    |    |    |    |    |    |    |    |    |    |    |    |    |    |    |    |
| Finalista      |    |    |    |    |    |    |    |    |    |    |    |    |    |    |    |    |    |    |    |    |    |    |    |    |    |    |    |    |    |    |
| SF             |    |    |    |    |    |    |    |    |    |    |    |    |    |    |    |    |    |    |    |    |    |    |    |    |    |    |    |    |    |    |
| QF             |    |    |    |    |    |    |    |    |    |    |    |    |    |    |    |    |    |    |    |    |    |    |    |    |    |    |    |    |    |    |
| OF             |    |    |    |    |    |    |    |    |    |    |    |    |    |    |    |    |    |    |    |    |    |    |    |    |    |    |    |    |    |    |
| Qualificazioni | x  | x  | x  | x  | x  | x  | x  | x  | x  | x  | x  | x  | x  | x  | x  | x  | x  | x  | x  | x  | x  | x  | x  | x  | x  | x  | x  | x  | x  |    |
| Gruppo I       |    |    |    |    |    |    |    |    |    |    |    |    |    |    |    |    |    |    |    |    |    |    |    |    |    |    |    |    |    |    |
| Gruppo II      |    |    |    |    |    |    |    |    |    |    |    |    |    |    |    |    |    |    |    |    |    |    |    |    |    |    |    |    |    |    |
| Gruppo III     | x  | x  |    |    |    |    |    |    |    |    |    |    |    |    |    |    |    |    |    |    |    |    |    |    |    |    |    |    |    |    |
| Gruppo IV      | x  | x  | x  | x  | x  | x  | x  |    |    |    |    |    |    |    |    |    |    |    |    |    |    |    |    |    |    |    |    |    |    |    |

Legenda
- Campione: La squadra ha conquistato la Coppa Davis.
- Finalista: La squadra ha disputato e perso la finale.
- SF: La squadra è stata sconfitta in semifinale.
- QF: La squadra è stata sconfitta nei quarti di finale.
- OF: La squadra è stata sconfitta negli ottavi di finale (1º turno). Dal 2019 sostituito dal Round Robin.
- Qualificazioni: La squadra è stata sconfitta al turno di qualificazione. Istituito nel 2019.
- Gruppo I: La squadra ha partecipato al Gruppo I della propria zona di appartenenza.
- Gruppo II: La squadra ha partecipato al Gruppo II della propria zona di appartenenza.
- Gruppo III: La squadra ha partecipato al Gruppo III della propria zona di appartenenza.
- Gruppo IV: La squadra ha partecipato al Gruppo IV della propria zona di appartenenza.
- x: Ove presente, la x indica che in quel determinato anno, il Gruppo in questione non è esistito.